# Felinto Perry

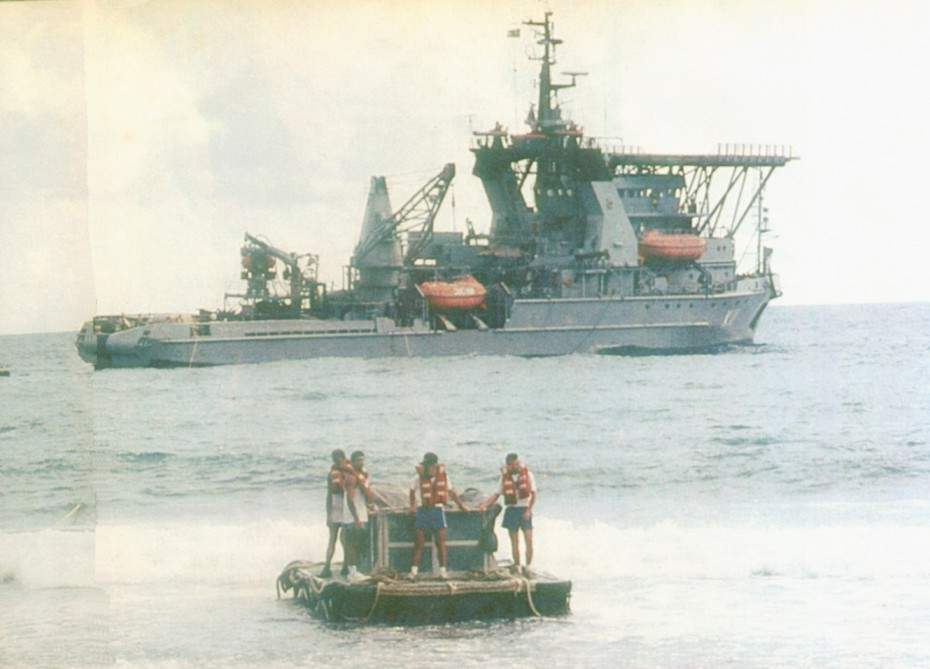
Ozeanographische Untersuchungen mit der NSS Felinto Perry (K-11) im Hintergrund, 1996

Die NSS Felinto Perry (K-11) ist ein Spezialschiff der brasilianischen Marine (Marinha do Brasil). Es ist für Rettung von Tauchbooten und Tauchern ausgerüstet.

## Geschichte

### Bau in Norwegen (als MS Wildrake)
Das Schiff wurde 1977 bei der norwegischen Werft Smedvik Mekaniske Verksted bestellt und lief am 28. Oktober 1978 vom Stapel. Die Fertigstellung erfolgte am 16. Juli 1979. Auftraggeber und Eigner war die Reederei Anders Wilhelmsen AS. Die Baukosten betrugen 62.900.000 Norwegische Kronen. Das Schiff verfügte über ein integriertes Sättigungstauchsystem und war als Diving Support Vessel konzipiert.

#### Wildrake Diving Accident
Im August 1979 ereignete sich der sogenannte „Wildrake Diving Accident“ im East Shetland Basin der Nordsee, bei dem zwei amerikanische Berufstaucher ums Leben kamen. Die Taucherglocke trennte sich in einer Tiefe von rund 160 Metern von ihrem Hebesystem, was letztlich zu einem tödlichen Zwischenfall durch Hypothermie führte. Dieser Unfall führte zu umfangreichen gerichtlichen Untersuchungen und zu neuen Sicherheitsstandards in der Tauchindustrie.

### Verkauf nach Dänemark (als Holger Dane)
Mitte der 1980er Jahre wurde das Schiff nach Dänemark verkauft und in Holger Dane umbenannt. Dort diente es unter dem Forscher Henning H. Faddersbøll unter anderem zu Tauchmissionen im Ärmelkanal. Angeblich gelang ihm hierbei der Fund des Rumpfes der britischen Medina, in dem sich zahlreiche Kunstwerke befunden haben sollen.

### Dienst in der brasilianischen Marine (NSS Felinto Perry)
1988 wurde das Schiff von der brasilianischen Marine erworben und erhielt den neuen Namen NSS Felinto Perry (K-11), zu Ehren des ersten Kommandeurs der brasilianischen U-Boot-Truppe, Admiral Felinto Perry. Das Schiff wurde für U-Boot-Rettungseinsätze umfassend ausgestattet (u. a. Dekompressionskammern, ROV, Dynamic Positioning System, Helikopterlandefläche).
Es kam mehrmals bei internationalen Hilfs- und Rettungseinsätzen zum Einsatz. Unter anderem wurde die Felinto Perry 2017 für die Suche nach dem verschollenen argentinischen U-Boot ARA San Juan (S-42) eingesetzt.
Nach 32 Dienstjahren, 1.797 Seetagen und 189.483 gefahrenen Seemeilen wurde die Felinto Perry am 14. Dezember 2020 außer Dienst gestellt.

## Technische Daten
Das Schiff war laut Klassifizierung „DnV +1A1 E0 DSV Tug Supply Vessel Fire Fighter“ vermessen und hatte bei einer Länge von 77,8 m eine Verdrängung von 4.107 t. Der Antrieb bestand aus vier Bergen-Mek-Verksteder-Dieselmotoren (zwei 12-Zylinder, zwei 16-Zylinder) sowie zwei Daimler-Benz OM 414-Dieselmotoren und zwei 1.712-kW-Notstromgeneratoren. Die Höchstgeschwindigkeit lag bei etwa 14,5 Knoten, die Reichweite bei rund 7.500 Seemeilen. Das Dynamic Positioning System erlaubte exaktes Manövrieren und Halten der Position. An Bord befanden sich u. a. Dekompressionskammern, eine Helikopterlandefläche sowie ein unbemanntes Unterwasserfahrzeug (ROV).